# Elaphocera christina
Elaphocera christina är en skalbaggsart som beskrevs av Baraud 1966. Elaphocera christina ingår i släktet Elaphocera och familjen Melolonthidae. Inga underarter finns listade i Catalogue of Life.